# Nationalistische Partij van Mexico
De Nationalistische Partij van Mexico (Spaans: Partido Nacionalista de México, PNM) was een neofascistische politieke partij in Mexico.
De PNM werd opgericht in 1950 door José A. Inclán en kwam voort uit de nazistische Revolutionaire Anticommunistische Partij (PRAC). De partij haalde in 1952 twee zetels in de Kamer van Afgevaardigden, waarvan het er drie jaar later een kwijtraakte. In 1957 verbond de ultrakatholieke Nationaal Synarchistische Unie (UNS) zich met de partij.
Na interne twisten werd de partij in 1964 ontbonden.
PAN · PRI · PVEM · PT · MC · Morena